# Honey (film)
Honey är en amerikansk långfilm från 2003 i regi av Bille Woodruff, med Jessica Alba, Mekhi Phifer, Lil' Romeo och Joy Bryant i rollerna.

## Handling
Honey Daniels (Jessica Alba) är en tjej som livnär sig på både att jobba i en skivbutik och att jobba som bartender på en klubb, men framförallt är hon en dansös och koreograf som lär ut hiphop till ungdomar. Eftersom Honey jobbar på klubben får hon och hennes bästa kompis dansa och dricka på klubben gratis. Alla vet att Honey är bra på att dansa och att hon kommer att gå långt. En dag när Honey är på väg ut från klubben ser hon några ungdomar street-dansa utanför.
En av ungdomarna är Benny (Lil' Romeo) Honey ser genast att han har talang och vill att han ska komma till centret där hon lär ut hiphop. Benny tvekar i början men kommer till slut.
Honey träffar videoregissören Michael Ellis, på klubben där hon jobbar. Han vill att hon ska komma och provfilma till hiphop-artisterna Jadakiss & Sheek's nya musikvideo. Honey får snart jobb som koreograf hos Michael. Hon ska göra en koreografi till Ginuine's nya video. Hon har en idé som hon tar upp när hon är ute på möte med Michael. Idén är att ungdomarna som hon lär ut hiphop till på centret ska få vara med i den nya videon. Michael går med på idén och barnen får provfilma. Ginuine gillar idén och går med på att barnen ska få vara med i videon.
När Honey och Michael är på en fest "the black and white party" frågar Honey om hon kan få låna mobilen. Honey går en våning upp för att hitta ett tyst rum för att ringa till sin kompis som är i Atlantic City för att fira sin födelsedag som Honey tackat nej till att följa med bara för att gå på the black and white party. Michael kommer in till rummet och tvingar sig på Honey, men Honey säger ifrån och smäller till honom!
Nästa dag när Michael kommer till jobbet och ser barnen träna, ger han både barnen och Honey sparken. Såklart, blir alla barnen besvikna och skyller allt på Honey. Benny är nu tillbaka på gatan igen. Han langar och stjäl.  En dag när han och hans kompisar är ute för att sälja knark blir Benny tagen av polisen. Honey kommer och hälsar på honom i häktet, vilket hans vänner inte gör. Honey hjälper Benny efter att han kommit ut ur häktet.
Honey och hennes dansklass är i full gång för att öva till en välgörenhets-show för att få ihop pengar till en lokal där hon kan lära ut dans till ungdomar. Honeys elever gör ett fantastiskt uppträdande och hon får möjligheten att starta en dansskola.

## Rollista
| Jessica Alba     | – Honey Daniels |
| Mekhi Phifer     | – Chaz          |
| Lil' Romeo       | – Benny         |
| Joy Bryant       | – Gina          |
| David Moscow     | – Michael Ellis |
| Lonette McKee    | – Mrs. Daniels  |
| Zachary Williams | – Raymond       |
| Jull Weber       | – Joey          |
| Laurieann Gibson | – Katrina       |